# Balansia cyperi
Balansia cyperi är en svampart som beskrevs av Edgerton 1919. Balansia cyperi ingår i släktet Balansia och familjen Clavicipitaceae.   Inga underarter finns listade i Catalogue of Life.